# Летас
Летас (Хилл Лейк) е кратерно езеро във вулкана Гарет на остров Гауа, Вануату.
Дължината на Летас (Letas) е около 7 км, което го прави едно от най-големите пресноводни езера в южните части на Тихи океан. Под въздействието на вулканичната сяра водата има бледо оранжев цвят.
От езерото тече река, която падайки от стръмните склонове на Гауа образува множество водопади, сред който е и най-високия водопад в страната – Сири (120 м.).
Хиляди птици използват топлата почва около брега на езерото като естествен инкубатор за своите яйца. Подобно на тях, местните жители също са намерили практично приложение на вечно кипящите води на Летис – използват ги за да варят в тях своите кулинарни деликатеси.